# جو جو ماكونز
جو جو ماكونز هي سلسلة كتب للصف المتوسط، كتبتها داون كويجلي ورسمتها تارا أوديبيرت [الإنجليزية]، نُشرت في 11 مايو 2021 بواسطة هيردرم. تُركز السلسلة على جو جو ماكون أزور وهي فتاة من الأوجيبوي، تتكون السلسلة من كتابين: أفضل صديق يمكن استخدامه (2021) وسروال فاخر (2022).

## الاستقبال
تلقت جو جو ماكونز: أفضل صديق يمكن استخدامه تقييمات مميزة من ذا هورن بوك وشيلف أورنس  ومجلة بابليشرز ويكلي  ومجلة سكول لايبراري جورنال  ومراجعات كيركس  كما تلقت أيضًا مراجعات إيجابية من  وكتب سي بي سي  وبوك باج بوكليست.
اختيرت السلسلة أيضًا من قبل نقابة مكتبة جونيور 

## الروابط الخارجية
- بكلماتهم الخاصة: ما يريد المؤلف الأصلي داون كويجلي أن تعرفه